# Hugh O’Brian

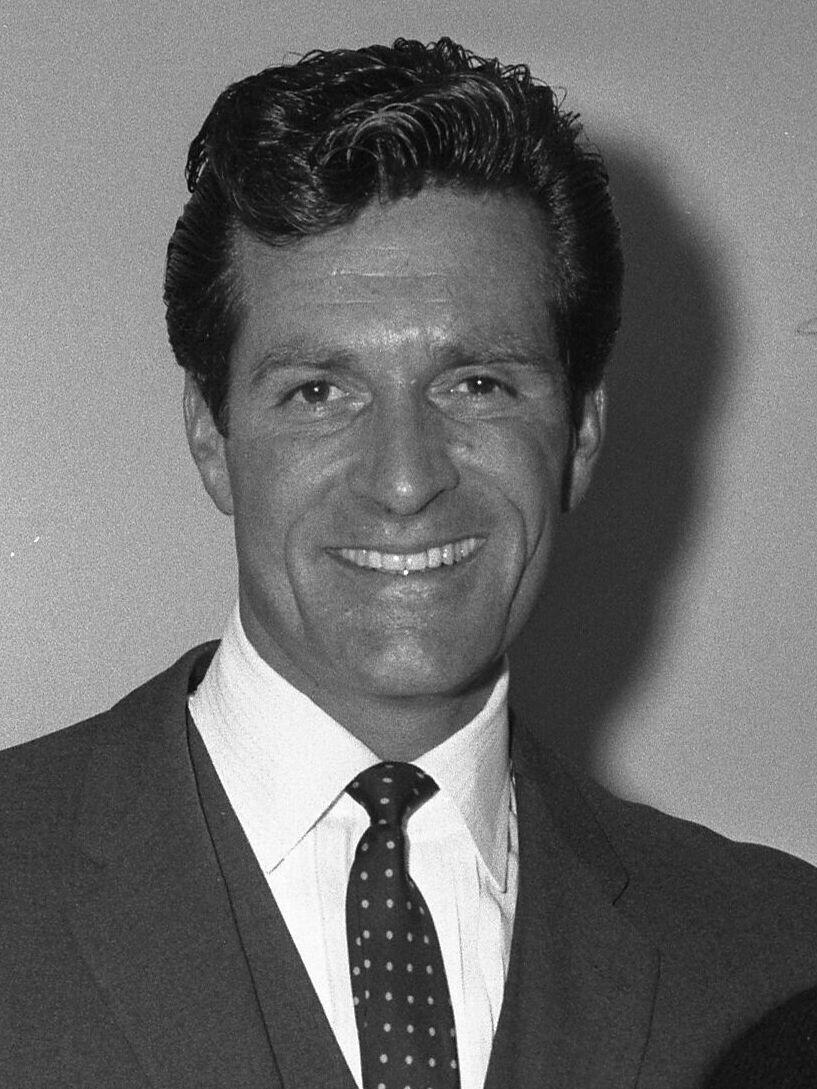
Hugh O’Brian (1965)

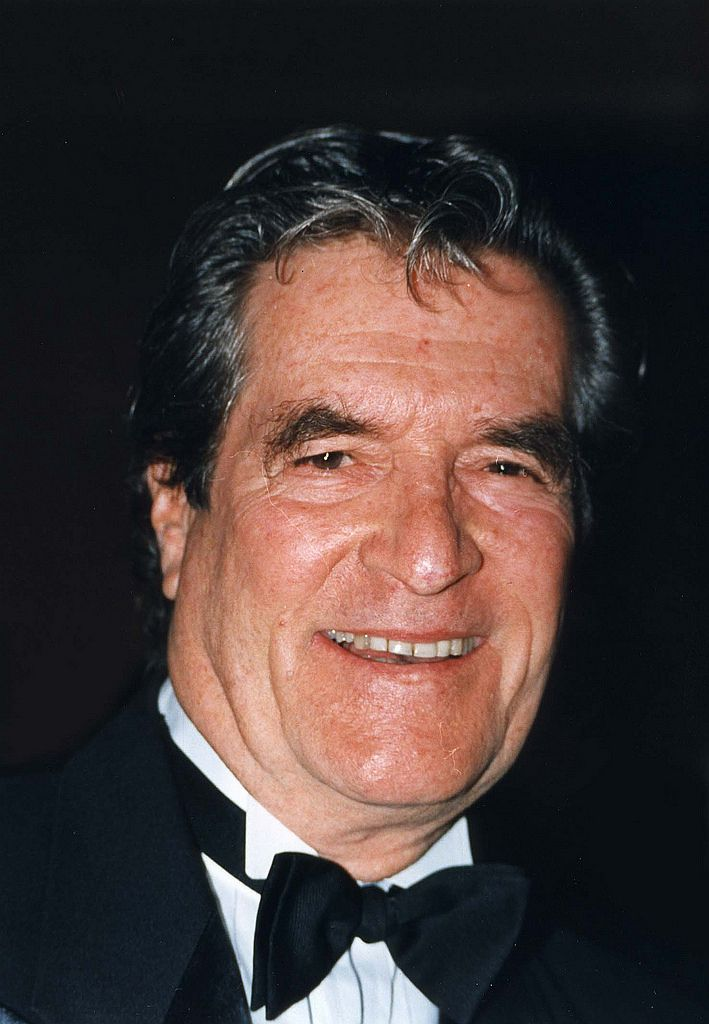
Hugh O’Brian (1998)

Hugh O’Brian (* 19. April 1925 als Hugh Charles Krampe in Rochester, New York; † 5. September 2016 in Beverly Hills, Kalifornien) war ein US-amerikanischer Schauspieler und Philanthrop.

## Leben
Hugh O’Brian wurde 1925 unter dem Namen Hugh Charles Krampe in eine deutschstämmige Familie in Rochester, New York geboren. Während der High-School-Zeit hatte er große sportliche Erfolge im Football, Basketball, über Kurzstrecken und im Ringen. Er brach sein Studium an der University of Cincinnati ab, um im Zweiten Weltkrieg vier Jahre bei der Marine zu dienen. Nach seiner Rückkehr 1947 schrieb er sich bei der UCLA ein und geriet durch Zufall in eine kleine Theatergruppe, bei der er erste Rollen spielte.
Bei einer Aufführung an der UCLA wurde er von der Regisseurin und Schauspielerin Ida Lupino entdeckt, die ihn für ihren Film Lügende Lippen (1950) verpflichtete. Seine starke Präsenz in der Rolle eines Krankenhauspatienten und seine gute Leistung führten zu einem Vertrag mit Universal. Im folgenden Jahr spielte er einen Navigator im Science-Fiction-Genreklassiker Rakete Mond startet. In den 1950er-Jahren spielte O’Brian Nebenrollen in größeren Produktionen, etwa an der Seite von Marilyn Monroe in dem Musical Rhythmus im Blut oder als Filmsohn von Spencer Tracy in dem Western Die gebrochene Lanze. In kleineren Filmen übernahm er aber auch selbst die Hauptrolle. Für seine Leistung in dem Western Der Mann vom Alamo wurde er 1954 mit dem Golden Globe Award in der Kategorie Bester Nachwuchsdarsteller ausgezeichnet.
Zum Fernsehstar in den USA wurde er durch die Hauptrolle des Wyatt Earp in der populären Westernserie Wyatt Earp greift ein (The Life and Legend of Wyatt Earp), von der zwischen 1955 und 1961 insgesamt 227 Folgen produziert wurden. Es handelte sich um die erste Westernserie, die an ein vorwiegend erwachsenes Publikum gerichtet war. Eine weitere Fernseh-Hauptrolle hatte er in den Jahren 1972 und 1973 in der Actionserie Search. Im Fernsehen übernahm er des Weiteren Gastrollen in Fernsehserien wie Die Leute von der Shiloh Ranch, Drei Engel für Charlie, Mord ist ihr Hobby und Fantasy Island. 
Der Schauspieler trat auch in Theaterproduktionen auf und spielte zweimal am Broadway, darunter 1960 in der Hauptrolle des Destry in einer Bühnenversion von Destry Rides Again. 1976 spielte er eine Nebenrolle als Glücksspieler in John Waynes letztem Film Der letzte Scharfschütze, wobei O’Brian die Ehre zukam, die letzte von John Wayne in einem Film getötete Person zu werden. Mit einer Rolle in der Fernseh-Miniserie Call of the Wild verabschiedete er sich im Jahr 2000 von der Schauspielerei. Sein filmisches Schaffen umfasst mehr als 100 Produktionen.
1958 war O’Brian für neun Tage bei Nobelpreisträger Albert Schweitzer in dessen afrikanischer Klinik als Gast. Von diesem Besuch inspiriert gründete er die Hugh O’Brian Youth Leadership Foundation (HOBY), eine gemeinnützige Organisation, bei der Jugendliche mit großem Potenzial mit führenden Persönlichkeiten der Gesellschaft zusammengebracht werden, damit sie von ihnen lernen können. Insgesamt sind seit Ende der 1950er-Jahre Hunderttausende amerikanische Jugendliche durch HOBY-Seminare gegangen; heute ist die Organisation in allen 50 Bundesstaaten der USA und sogar in anderen Ländern vertreten.  Für seine Arbeit bei HOBY wurde Hugh O’Brian unter anderem acht Mal mit dem Titel eines Ehrendoktors gewürdigt.
An sein schauspielerisches Schaffen erinnert ein Stern auf dem Hollywood Walk of Fame. Hugh O’Brian war lange Junggeselle, ehe er 2006 mit 81 Jahren seine langjährige Lebensgefährtin Virginia ehelichte. Er starb im September 2016 im Alter von 91 Jahren in seinem Haus in Beverly Hills.

## Filmografie (Auswahl)
- 1950: Lügende Lippen (Never Fear)
- 1950: Rakete Mond startet (Rocketship X M)
- 1950: Die Rückkehr von Jesse James (The Return of Jesse James)
- 1951: Tal der Rache (Vengeance Valley)
- 1951: Die Höhle der Gesetzlosen (Cave of Outlaws)
- 1951: Tödliche Pfeile (Little Big Horn)
- 1952: Flucht vor dem Tode (The Cimarron Kid)
- 1952: Die Schlacht am Apachenpaß (The Battle at Apache Pass)
- 1952: Unternehmen Rote Teufel (Red Ball Express)
- 1952: Der Sohn von Ali Baba (Son of Ali Baba)
- 1952: Gier nach Gold (The Raiders)
- 1953: Seminola (Seminole)
- 1953: Der Mann vom Alamo (The Man from Alamo)
- 1953: Gefährliches Blut (The Lawless Breed)
- 1954: Rhythmus im Blut (There’s No Business Like Show Business)
- 1954: Die gebrochene Lanze (Broken Lance)
- 1954: Saskatschewan (Saskatchewan)
- 1955: Die weiße Feder (White Feather)
- 1955–1961:  Wyatt Earp greift ein (The Life and Legend of Wyatt Earp, Fernsehserie, 227 Folgen)
- 1956: Duell im Sattel (The Brass Legend)
- 1963: Flieg mit mir ins Glück (Come Fly with Me)
- 1965: Heißer Strand Acapulco (Love Has Many Faces)
- 1965: Geheimnis im blauen Schloß (Ten Little Indians)
- 1966: Verrat in der Bucht (Ambush Bay)
- 1967: Gefährliche Abenteuer (Africa, Texas style)
- 1972–1973: Search (Fernsehserie, 23 Folgen)
- 1976: Die Söldner (Killer Force)
- 1976: Der letzte Scharfschütze (The Shootist)
- 1976: Drei Engel für Charlie (Charlie’s Angels; Folge: Der Killer mit der Schere)
- 1977–1982: Fantasy Island (Fernsehserie, 5 Folgen)
- 1978: Bruce Lee – Mein letzter Kampf (Game of Death)
- 1982: Matt Houston (Fernsehserie, Folge The Kidnapping)
- 1988: Twins – Zwillinge (Twins)
- 1988: Hilfe, ich bin ein Außerirdischer (Doin' Time on Planet Earth)
- 1990: Mord ist ihr Hobby (Murder, She Wrote; Fernsehserie, Folge A Body to Die For)
- 1990: Rauchende Colts: Der letzte Apache (Gunsmoke: The Last Apache)
- 1991: Der beste Spieler weit und breit – Sein höchster Einsatz (The Gambler Returns: The Luck of the Draw)
- 1993: L.A. Law – Staranwälte, Tricks, Prozesse (L.A. Law; Fernsehserie, Folge Odor in the Court)
- 1994: Wyatt Earp: Return to Tombstone (Fernsehfilm)
- 2000: Call of the Wild (Fernseh-Miniserie, 2 Folgen)